# Domaine d’Hellocourt
Domaine d’Hellocourt ist ein französisches Landgut im Département Moselle. Es ist ein Ortsteil von Maizières-lès-Vic.

## Geschichte
Der ursprüngliche Name des Landguts war La Broc (1152), dann La Bruck (1228). Der Name Domaine d'Hellocourt erscheint erstmals 1594. Es war im 17. Jahrhundert im Besitz mehrerer Adelsfamilien, zu Beginn des 19. Jahrhunderts wurde das Anwesen von Charles Louis Dieudonné Grandjean, General des französischen Kaiserreichs, gekauft, der ein  Schloss errichten ließ. Das Schloss existiert nicht mehr.
Nach der deutschen Annexion 1871 kaufte der Karlsruher Ingenieur Wilhelm Lorenz 1890 die Domaine d'Hellocourt. Er beauftragte den jungen Karlsruher Architekten Hermann Billing mit dem Bau eines modernen Gutshofs. Die Verwendung moderner Materialien, industriell hergestellt wie Gusseisen und Ziegel, die Qualität des Dekors, rationeller Materialeinsatz und die Funktionalität der Gebäude tragen dazu bei, es zu einem außergewöhnlichen Ganzen zu machen. Die Produktion wurde auf Fischzucht, Viehzucht, Schweine- und Pferdezucht ausgerichtet, die Produkte wurden bis nach Berlin geliefert. Die Bewirtschaftung der 500 Hektar (davon 130 Hektar Wald und 52 Teiche) erfolgte durch einen Verwalter.
Die Funktionalität der Gebäude kann man gut am großen Pferdestall erkennen: die Pferde standen im Erdgeschoss, das Heu liegt im Obergeschoss, von wo es leicht in die Boxen verteilt werden konnte. Um das Heu in das Obergeschoss zu transportieren, gab es 2 Seilzüge unter den Vordächern auf jeder Seite, mit denen das Heu durch Pferde hochgezogen werden konnte. 
Nach 1918 ging das Gut wieder in französischen Besitz über. 1933 kaufte Tomáš Baťa, Eigentümer der gleichnamigen Schuhfabrik in der Tschechoslowakei, das Gut und weitere Ländereien, auf denen er Bataville erbaute. 
Das Landgut ist heute in privatem Besitz und wird weiter landwirtschaftlich genutzt. Der Besitzer bewohnt das Herrenhaus mit Turm und bewirtschaftet das Gut mit 3 bis 5 Angestellten. Er versucht, das historische Ensemble zu erhalten und hat neue Wirtschaftsgebäude etwas entfernt errichtet. Die Restaurierung der historischen Gebäude ist aufwändig, bei der Renovierung des Dachs des großen Pferdestalls mussten die glasierten Ziegel speziell angefertigt werden, da sie heute nicht mehr produziert  werden. Das Gut kann zu bestimmten Terminen besichtigt werden, z. B. am Tag der Offenen Tür (Journée du Patrimoine).

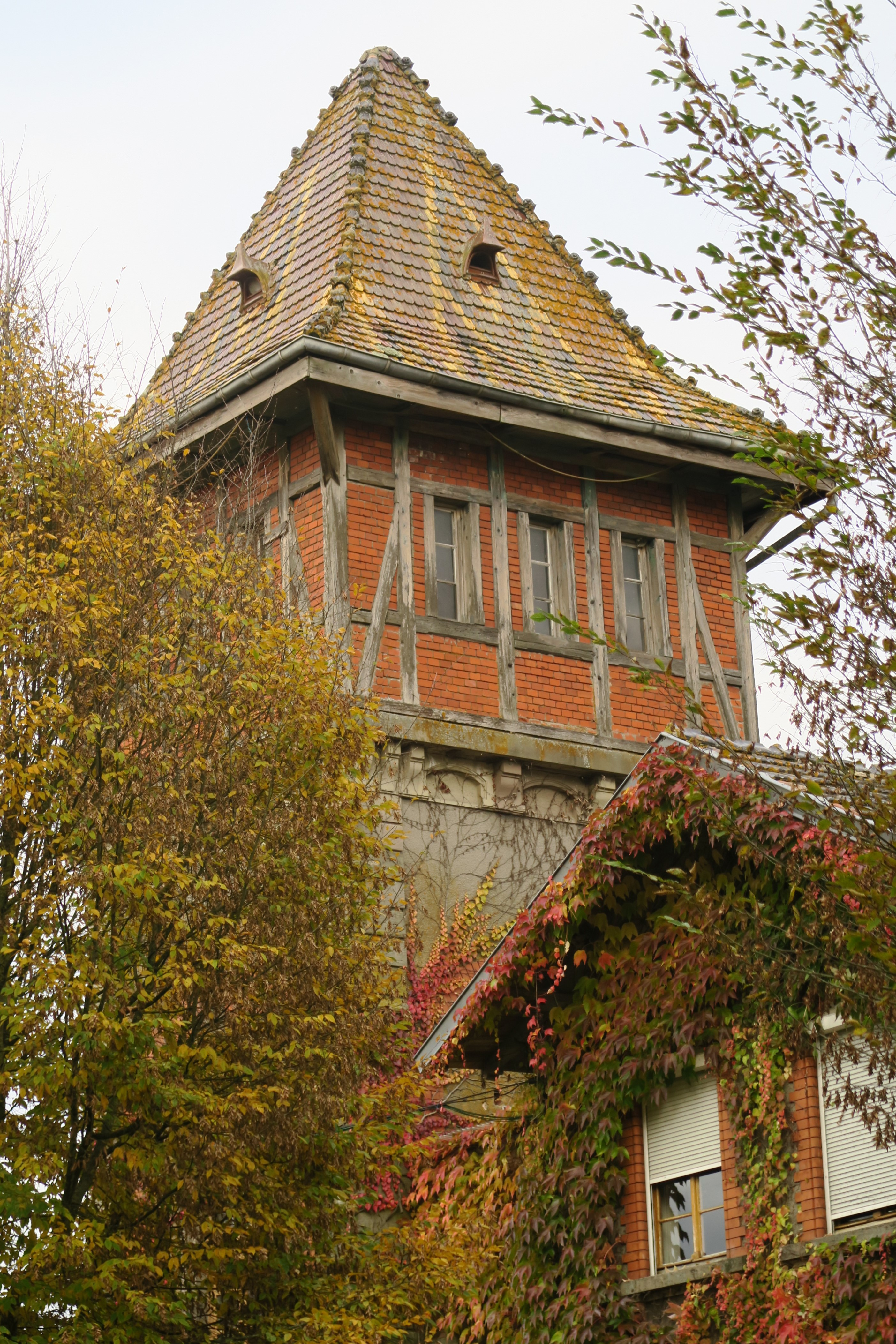
Herrenhaus
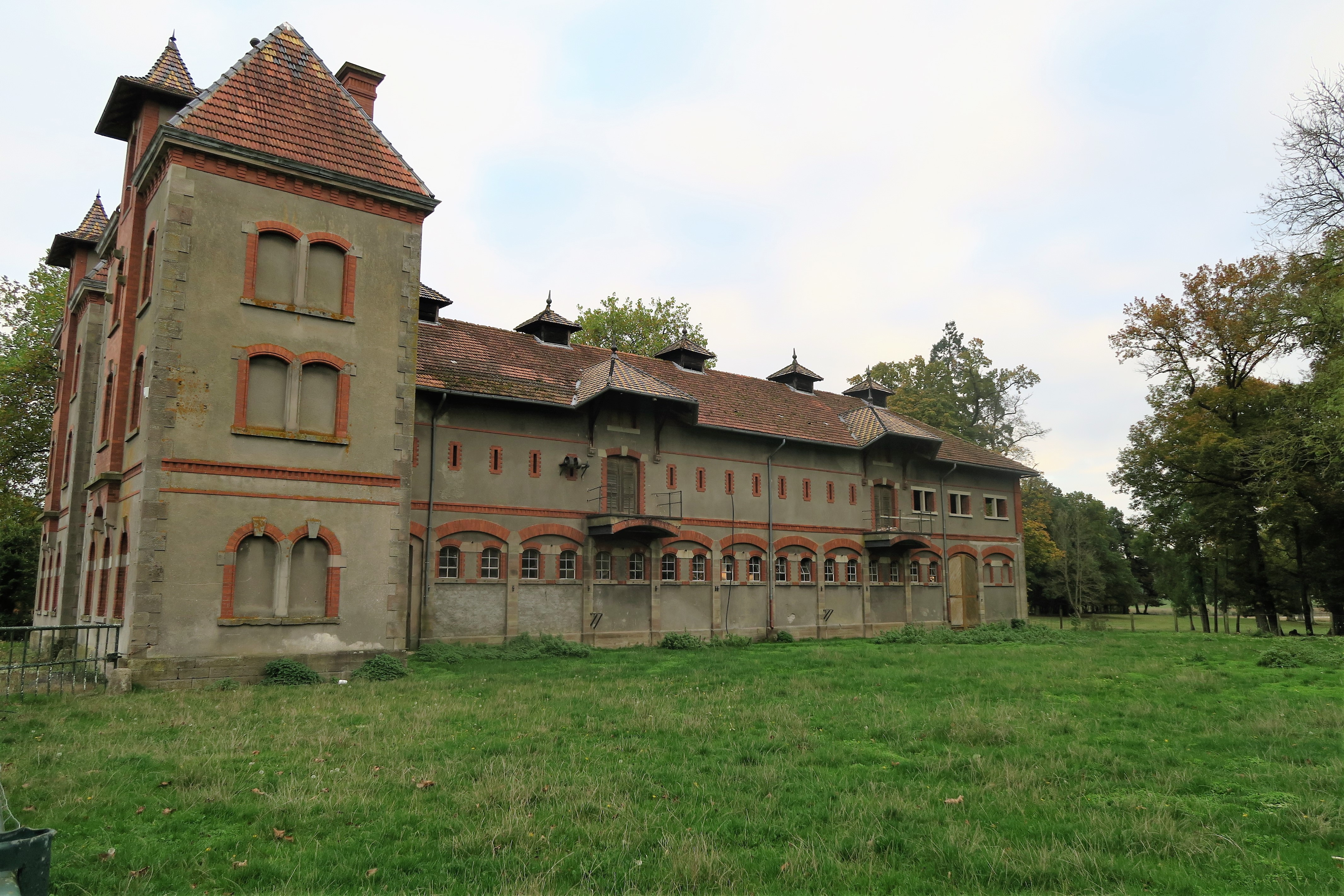
Pferdestall
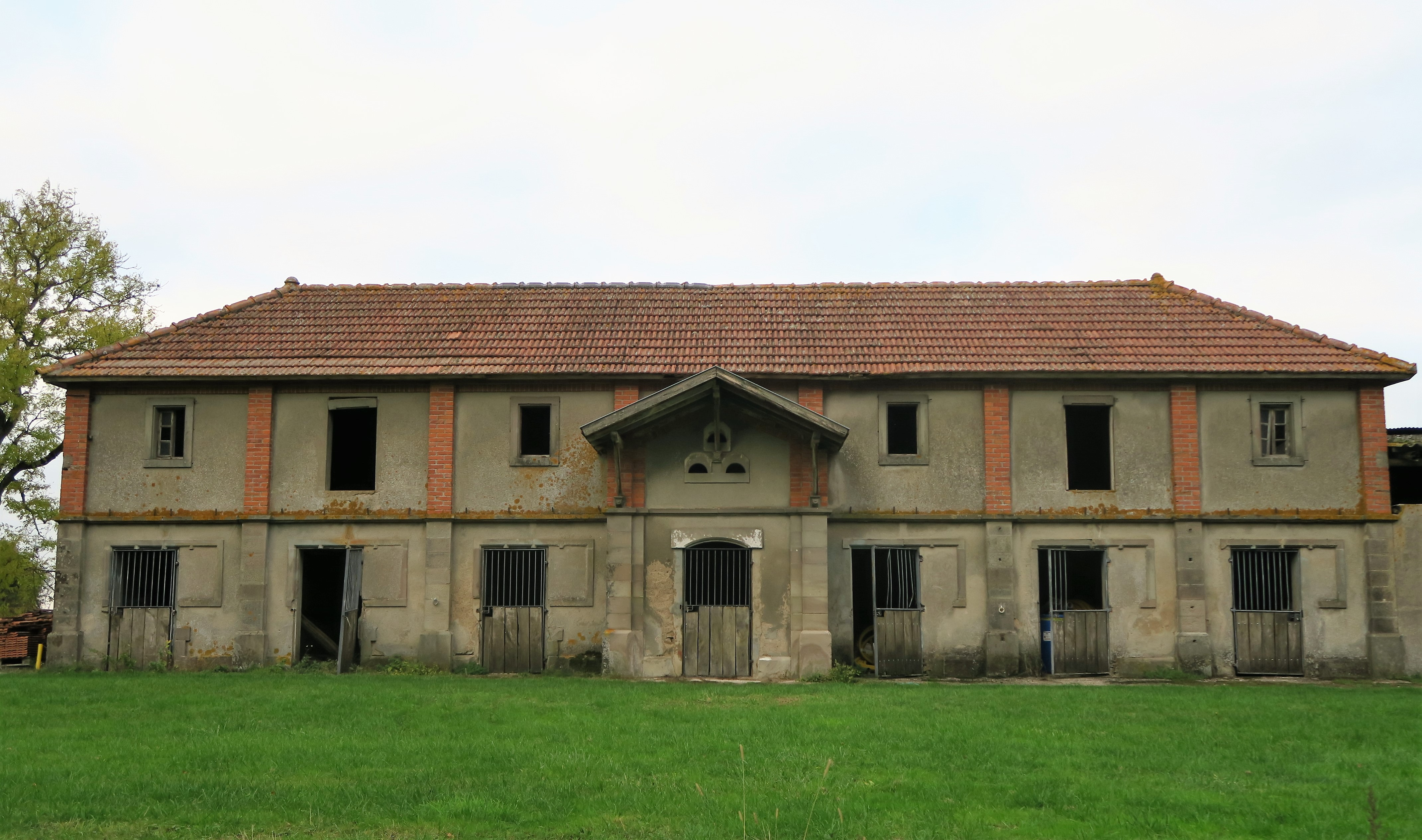
Stall